# ماري شارلوته بلان
ماري شارلوته بلان (بالألمانية: Marie Blanc)‏ هي رائدة أعمال ألمانية، ولدت في 23 سبتمبر 1833 في فريدريشسدورف في ألمانيا، وتوفيت في 25 يوليو 1881 في Moûtiers ‏ في فرنسا.